# 日本極道戦争
『日本極道戦争』（にほんごくどうせんそう）は、2019年から2021年にかけて発売された、相馬仁を演じる小沢仁志主演のオリジナルビデオ。全12作。販売元はオールイン エンタテインメント、および、ライツキューブ。

## ストーリー
西日本最大の暴力団組織・三代目神征会。会長の矢島剛一（螢雪次朗）が引退を表明し、神征会内は水面下で跡目を狙う群雄割拠の戦国時代に突入した。神征会四代目を継承するのは果たして誰なのか。

## キャスト
- 三代目神征会会長 矢島剛一：螢雪次朗
- 神征会三代目姐 矢島香：速水今日子
- 神征会若頭 吉永組組長 上田隆一：殺陣剛太（1・2）
- 神征会顧問 京都 剣勇会会長 山崎晴彦：吉田祐健（1・2・3）
- 神征会本部長 阪神連合会長 張本浩二：桑田昭彦
- 神征会若頭補佐 堂本組組長 堂本勇司：軍司眞人（1・2）
- 神征会若頭補佐 相馬組組長 相馬仁：小沢仁志
- 神征会若頭補佐 吉永組若頭 塚田臣司：阿部亮平
- 神征会若頭補佐 阪神連合若頭 村雨恭二：赤井英和
- 神征会若頭補佐 黒田組若頭 北野譲吉：島津健太郎
- 神征会若頭補佐 剣勇会山崎組若頭 牧田洋平：吉田由一
- 神征会吉永組若頭補佐 金子正嗣：白石朋也（1・2）
- 元・二代目神征会若頭 酒井組組長 酒井敬三（御大）：リー村山（1-6）
- 酒井組組長付 阿東源保（酒井敬三の運転手、元アフガンの傭兵）：城明男（1-6）
- 神征会相馬組若頭 永井修二：仁科克基
- 神征会相馬組若頭補佐 井川佐武朗：友和
- 神征会相馬組組員 加藤省吾：北代高士
- 女将：島村みやこ（1・2）
- 三代目神征会会長付 武藤正志：武田幸三
- 木田財閥令嬢 木田美樹：桝田幸希（市議会議員木田治夫の娘）
- 大阪府警 刑事 徳永志郎：上西雄大
- 二代目神征会酒井組若頭 片島：佐田正樹（バッドボーイズ）（1-6）
- 片島綾子（二代目神征会酒井組若頭片島の妻）：遠藤瑠奈（1-6）
- 大阪市長 前田太：岡田謙（1）
- 木田財閥総帥 木田幸助：岡崎二朗（1・2）
- 木田財閥専務理事 市議会議員 木田治夫：宮本大誠
- 自由民主革新党幹事長 杉浦正臣：浜田晃（3・4）
- 北海道 元・道心会葛城組組長 葛城信二：名高達男（3・4）
- 北海道 道心会尾花組組員 林真（尾花組若頭岡崎孝也の舎弟、元・道心会葛城組組員）：浪花ゆうじ（3・4）
- 北海道 道心会尾花組組長 尾花実（3・4）
- 荒川一家 豊秀組若頭補佐 隅下正雄：永倉大輔（4・5）
- 八鬼会鬼征組組長 鬼征文司：成瀬正孝（5・6）
- 八鬼会鬼征組若頭 安藤譲治：小沢和義（5・6）
- 松山 神征会阪神連合会系山崎組組長 山崎健介：芳野史明（7・8）
- 松山 神征会阪神連合会系山崎組若頭 宅間次郎：萩野崇（7・8）
- 四万十 橋本一家若頭 橋本龍馬：山口祥行（7・8）
- 神征会 阪神連合幹部 谷組組長 谷純一：石原和海（9・10）
- 神征会 阪神連合幹部 木村組組長 木村和義：松澤仁晶（9・10）
- 神征会会長代行 岡山 黒田組組長 黒田孝蔵：清水昭博（10）
- 元・神征会 荒川一家総裁 荒川正造：新藤栄作（11）
- 九州 豊秀組会長 河西彰：高杉亘（11・12）
- 九州 豊秀組幹部 山下一：伊東潤（11）
- 九州 豊秀組幹部 全竜晃：岡本全竜（11・12）
- 博多 屋台の大将：田中宏章（11）
- 若杉徹：木下（11）
- クラブ歌手 花咲麗香：川上奈々美（11・12）
- 福岡県警刑事 沢田淳：四方堂亘（11・12）
- 福岡県警刑事 花咲信二：庄野崎謙（11・12）

ナレーション
- 渡辺凌

## スタッフ
- 監督：柿原利幸→港雄二
- 製作：及川次雄（コンセプトフィルム）→日本極道戦争製作委員会
- 製作総指揮：平川進
- 営業統括：人見剛史（オールイン エンタテインメント）→鈴木祐介（オールイン エンタテインメント）→草野拓郎（オールイン エンタテインメント）→鈴木祐介（オールイン エンタテインメント）
- プロデューサー：角田陸（オールイン エンタテインメント）・一力健鬼（ANGLE）→服巻泰三
- 脚本：神木雄司（1・2）→神木雄司・柿原利幸（3・4）→神木雄司（5・6）→OZAWA・神木雄司（7・8）→OZAWA（9・10・11）
- 撮影・照明：田宮健彦→松宮学→下元哲・小山田勝治
- 照明：高田宝重（5）
- 美術：YUKI（5）
- 録音：山口勉→牛島正人→沼田和夫
- 編集：恒川岳彦（5）
- VFX：恒川岳彦（11）
- 音楽：與語一平→遠藤浩二→Soundkids
- ヘアメイク：みやちひろし→坂口佳那恵
- 衣装：大平みゆき→渡邉圭祐→澤田枝里→片柳利依子→天野多恵→大平みゆき・加隅由貴
- 助監督：伊藤一平→冨田大策→山鹿孝起
- 監督助手：BANちゃん・Toshi→BANちゃん・廣瀬萌恵里
- スチール：中居挙子
- アクション：坂田龍平（3・4）
- アクションコーディネーター：齋藤慧典（3・4）
- ガンエフェクト：近藤佳徳→浅生マサヒロ
- CG：川村翔太・須山珠帆→川村翔太Studio
- 効果整音：高島良太
- 整音・音響効果：丹雄二→丹愛
- 音響効果：丹雄二（5・6）
- 制作担当：江尻大（3・4）→石井修之（5）
- アクション協力：オフィスワイルド札幌営業所（3・4）
- メイク：坂口佳那恵
- 擬闘：坂田龍平→玉寄兼一郎→玉寄兼一郎・津村雅之
- スチール：大蔵俊介
- 車輌：森尻勲・佐藤浩司
- 音楽：Soundkids
- EED：Rays Studio、Studio BRAISE
- MA：Studio TAN、Studio CHIC
- 撮影協力：札幌小沢会（3・4）、青森小沢会（5）、君津小沢会（5）、九州小沢会（11）
- 協力：999.9
- 衣裳協力：BBCO / CA4LA / JUVENILE DELINQUENT
- ロケコーディネーター：谷口昭仁・三澤友和・吉田由一・コバヤシ夏江（1・2）
- 美術協力：中谷暢宏（1・2）
- キャスティング協力：唐木沢良美（1・2）
- 主題歌：「歌舞伎者〜日本極道戦争〜」歌・作詞・作曲：Rio（1-10）
- 主題歌：「わ・た・し」作詞：OZAWA 作曲編曲：O.K? 歌：川上奈々美(11・12)
- 企画：オールイン エンタテインメント（3・4）ライツキューブ（10-12）
- 制作協力：ANGLE（1-4）
- 制作：グローバルプランニング・ソリッドフィーチャー
- 販売：オールイン エンタテインメント（1-9）ライツキューブ（10-12）

## DVDリリース
| タイトル              | ジャケットコピー                              | 発売日         |
| --------------------- | --------------------------------------------- | -------------- |
| 日本極道戦争          | この国を征服する、仁義なき外道ども─。         | 2019年03月25日 |
| 日本極道戦争 第二章   | 我よ我よの極道どもが、己のケジメを血で染める─ | 2019年04月25日 |
| 日本極道戦争 第三章   | かつての兄弟─ 北の大地を、血で染める          | 2019年07月25日 |
| 日本極道戦争 第四章   | 北の大地で対峙する竜虎─                       | 2019年09月25日 |
| 日本極道戦争 第五章   | 東北抗争の罠─                                 | 2020年02月25日 |
| 日本極道戦争 第六章   | 開かされる真実─                               | 2020年04月25日 |
| 日本極道戦争 第七章   | 相馬仁、四国に起つ─                           | 2020年08月25日 |
| 日本極道戦争 第八章   | なし                                          | 2020年10月25日 |
| 日本極道戦争 第九章   | 関西分裂─                                     | 2021年01月25日 |
| 日本極道戦争 第十章   | 神征会解散─                                   | 2021年03月25日 |
| 日本極道戦争 第十一章 | 相馬仁、最終決戦─                             | 2021年06月25日 |
| 日本極道戦争 第十二章 | それぞれの最終章(さいご)                      | 2021年08月25日 |

## 配信
U-NEXT、FODプレミアム、Amazon Prime Video、Leminoなどで配信されている。
テレビでは、東映チャンネル、ファミリー劇場などで放送。